# Chan Yuen-ting
Chan Yuen Ting (陳婉婷; 7 de outubro de 1988) é uma ex-jogadora e treinadora de futebol. Ela é a atual técnica do Jiangsu LFC. Em 2016, ela se tornou a primeira mulher a treinar um time de futebol profissional masculino para o campeonato da primeira divisão de um país. Em 2017, ela se tornou a primeira mulher a treinar um clube de futebol masculino em uma competição continental de primeira divisão, quando comandou o Eastern contra o Guangzhou Evergrande em uma partida da Liga dos Campeões da AFC.
Chan possui as certificações de coaching da Licença AFC “Pro” e da Licença AFC “Futsal Nível 2”.

## Carreira
Em dezembro de 2015, Chan foi nomeada gerente do Eastern Sports Club na Premier League de Hong Kong, substituindo Yeung Ching Kwong. Ela foi a primeira mulher técnica na liga.
Chan se interessou por futebol na adolescência, quando admirava David Beckham. Chan se formou em Geografia, pela Universidade Chinesa de Hong Kong, em 2010, e obteve o título de mestre em ciências do esporte e gestão da saúde enquanto estava na Pegasus and Southern. Apesar do desejo inicial de seus pais de que Chan seguisse uma carreira mais estável, seu primeiro emprego depois de formada foi como analista de dados do Hong Kong Pegasus FC (então conhecido como TSW Pegasus FC). Antes de ingressar no Eastern Sports Club, ela trabalhou como assistente técnica em outros clubes da Premier League de Hong Kong, Pegasus FC e Southern District FC. Ela foi treinadora das seleções nacionais femininas de futebol e de futsal de Hong Kong e joga em clubes não-profissionais em um time de Sha Tin. Durante sua passagem pelo Pegasus FC, Chan liderou seu time sub-18 a três troféus.
Chan liderou o Eastern na vitória da temporada 2015-16, perdendo apenas um dos quinze jogos desde que assumiu o time. Com a vitória do Eastern, Chan se tornou a primeira mulher a treinar um time profissional de futebol masculino na primeira liga de um país. O Eastern também venceu a Hong Kong Senior Challenge Shield 2015-16 um mês após a nomeação de Chan como treinadora.
Em março de 2016, Chan manifestou interesse em treinar equipes em outros locais da Ásia em que o futebol estivesse mais bem estabelecido e, ao mesmo tempo, comentou que esperava que seu sucesso direcionasse mais investimento para o futebol em Hong Kong.
Em 2016, ela foi escolhida como uma das 100 mulheres mais inspiradoras do mundo, pela BBC.
Ela foi a primeira mulher a treinar um time de futebol masculino em uma competição continental de primeira divisão: o Eastern contra o Guangzhou Evergrande na Liga dos Campeões da AFC 2017.
Chan renunciou ao cargo em maio de 2017, alegando estresse, falha na entrega de troféus de 2016-17 e desejo de concluir os cursos da AFC Pro License.
Em 18 de julho de 2018, Chan voltou como técnica do Eastern. Menos de sete meses depois, ela renunciou novamente ao cargo após vencer apenas uma de 10 partidas.

## Honras

### Oriental
- Primeira Liga de Hong Kong: 2015–16
- Escudo do Desafio Sênior de Hong Kong: 2015–16
- Copa da Comunidade de Hong Kong: 2016

### Individual
- Treinador do Ano de Hong Kong: 2016
- Treinadora Feminina do Ano da AFC: 2016[15]